# Komarnica (Czarnogóra)
Komarnica (cyr. Комарница) – wieś w Czarnogórze, w gminie Šavnik. W 2011 roku liczyła 56 mieszkańców.